# La Secrétaire (film, 2002)
Pour les articles homonymes, voir La Secrétaire.
Pour plus de détails, voir Fiche technique et Distribution.
La Secrétaire (titre original : Secretary) est un film américain de Steven Shainberg, sorti en 2002.

## Synopsis
Lee Holloway est une jeune femme timide qui a subi une période d'internement du fait de sa tendance à l'automutilation. Sortie de l’hôpital psychiatrique où elle se sentait en sécurité, elle cherche un emploi et se fait embaucher comme secrétaire dans le cabinet de l'avocat E. Edward Grey. Mais un jour, son employeur, irrité de ses erreurs de saisie à répétition, lui inflige une  fessée. La jeune femme se surprend à apprécier ce traitement et en arrive à rechercher délibérément les punitions. Une relation sado-masochiste naît entre Edward et Lee.

## Fiche technique
- Titre : La Secrétaire
- Titre original : Secretary
- Réalisateur : Steven Shainberg
- Producteur : Andrew Fierberg, Amy Hobby, Steven Shainberg
- Scénario : Erin Cressida Wilson, Mary Gaitskill, Steven Shainberg
- Musique : Angelo Badalamenti
- Image : Steven Fierberg
- Montage : Pam Wise
- Distribution : Lions Gate Entertainment
- Durée : 107 minutes
- Budget : 4 millions $[1]
- Pays de production :  États-Unis
- Langue : anglais
- Dates de sortie : 
  - États-Unis : 11 janvier 2002
  - France : 4 juin 2003
- France Classification CNC : interdit aux moins de 12 ans, art et essai (visa d'exploitation no 108271 délivré le 18 juin 2003)[2]

## Distribution
- James Spader (VF : William Coryn) : Mr. E. Edward Grey
- Maggie Gyllenhaal (VF : Marie-Eugénie Maréchal) : Lee Holloway
- Jeremy Davies (VF : Fabien Briche) : Peter
- Patrick Bauchau (VF : Bernard Alane) : Dr. Twardon
- Oz Perkins : Jonathan
- Jessica Tuck : Tricia O'conor
- Amy Locane : La sœur de Lee
- Lesley Ann Warren (VF : Anne Jolivet) : Joan Holloway
- Stephen McHattie (VF : Bruno Devoldère) : Burt Holloway
- Mary Joy : Sylvia
- Michael Mantell : Stewart
- Sabrina Grdevich : Allison
- Lily Knight : Assistante judiciaire
- Lacey Kohl : Louisa
- Julene Renee : Jessica